# Comisión Barroso

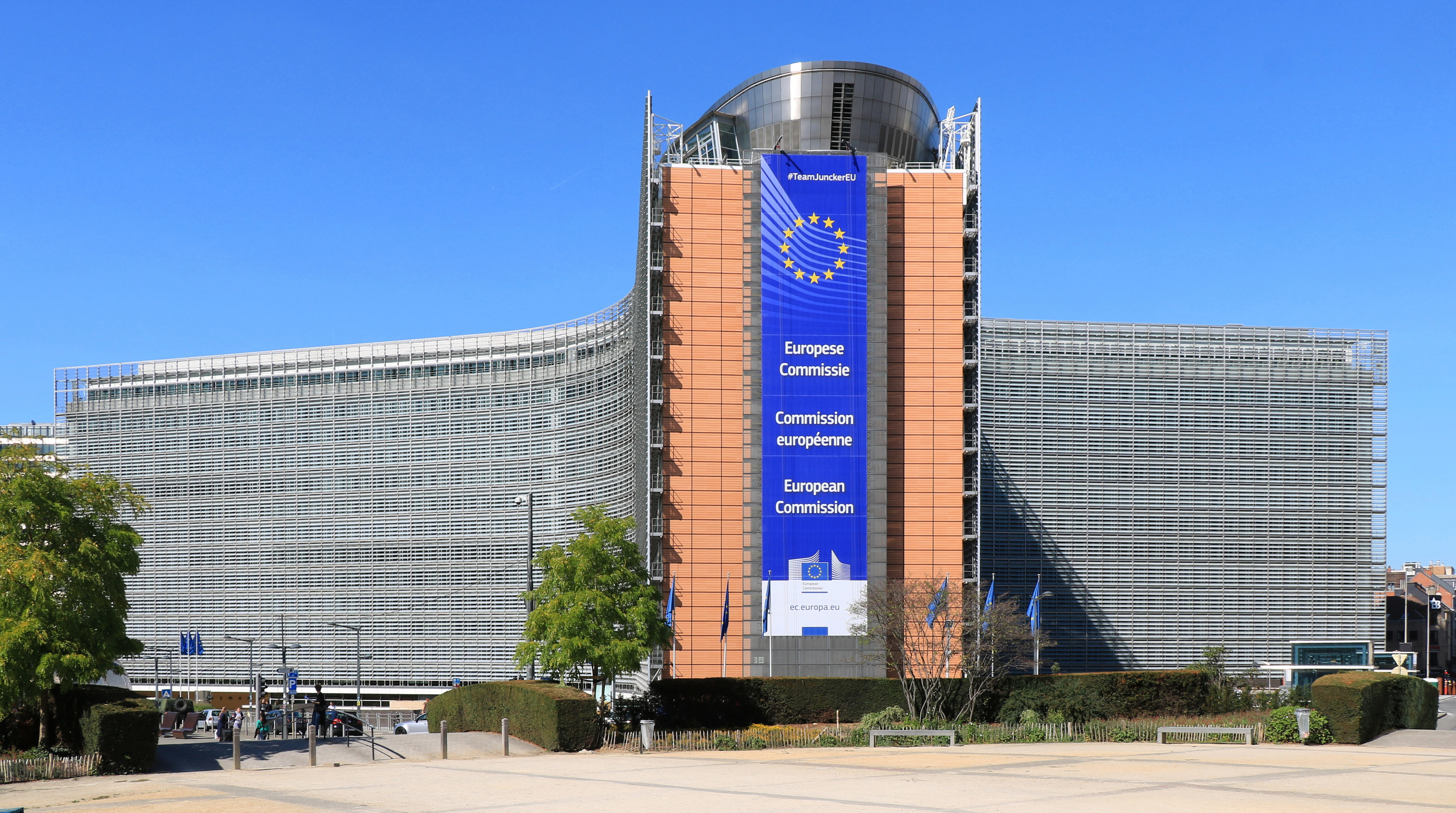
Edificio Berlaymont, sede de la Comisión Europea.

La Comisión Barroso es el nombre utilizado para hacer referencia a la Comisión Europea presidida por José Manuel Durão Barroso entre 2004 y 2014. La primera, Barroso I, entró en funciones el 22 de noviembre de 2004 y la segunda, Barroso II, fue aprobada por el Parlamento Europeo el 9 de febrero de 2010.

## Nombramiento
El 29 de junio de 2004 El Consejo Europeo designó a Durão Barroso como su candidato "a la presidencia de la Comisión Europea para el periodo del 1 de noviembre de 2004 al 31 de octubre de 2009. El 22 de julio el Parlamento Europeo ratificó el nombramiento del nuevo presidente de la Comisión.
Una vez propuestos los candidatos a comisarios por cada uno de los 25 Estados miembros, durante las obligatorias audiciones ante el Parlamento Europeo varios candidatos fueron duramente criticados, especialmente el candidato italiano, Rocco Buttiglione, que se encontró la férrea oposición de la mayoría del Parlamento debido a su posición en determinados asuntos sociales y especialmente en relación con la homosexualidad. Esto llevó a que el 27 de octubre el presidente designado retiró sus candidatos a comisarios del voto de investidura del Europarlamento.
Después de arduas negociaciones, el presidente del gobierno italiano Silvio Berlusconi aceptó cambiar a su candidato y propuso a su ministro del interior Franco Frattini, que obtuvo con solvencia el voto favorable del Parlamento Europeo.
Esta crisis llevó a que la prevista entrada en funciones de la nueva Comisión para el 1 de noviembre, se retrasase unos días y que solo pudiese entrar en funciones el 22 de noviembre de 2004.

## Mandato (Barroso I y Barroso II)

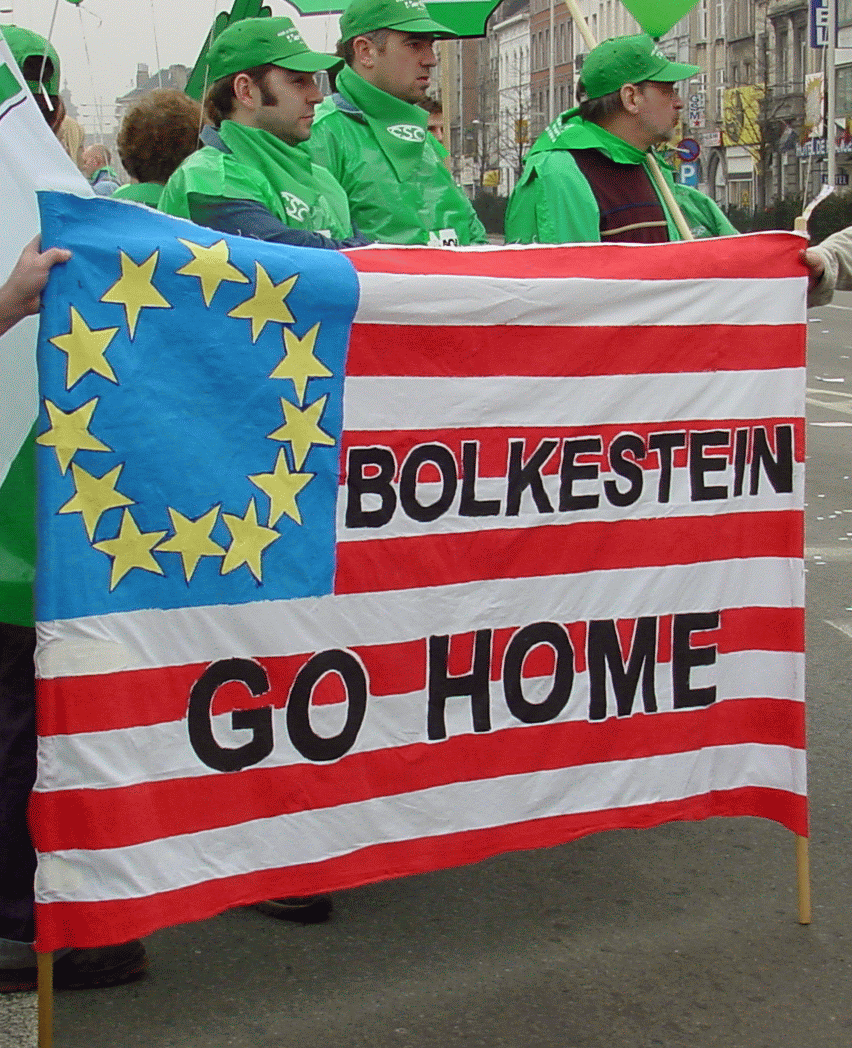
La Directiva Bolkestein enfrentó una fuerte oposición.

### Comisión Barroso I (2004-2009)
El 14 de diciembre, el presidente Barroso presentó ante la Eurocámara las orientaciones políticas y estratégicas del Ejecutivo para el quinquenio: desarrollo económico, lucha contra el terrorismo (inconformidad con el sistema imperante) y defensa de los valores europeos son las prioridades.
En enero de 2005, Durão afirmó en la cumbre de Yakarta que la ayuda de parte de los 25 países de la UE para los países afectados por el Terremoto del Océano Índico de 2004 será de unos 1500 millones de euros. Anunció además "un paquete adicional de hasta 450 millones de euros en ayudas humanitarias y para la reconstrucción". La cifra no incluye las donaciones que llegaron de ciudadanos y empresas de la UE. El 25 de abril, Simeon Saxe-Coburg Gotha, primer ministro de Bulgaria, y Traian Basescu, primer ministro de Rumanía, firmaron, ante el presidente de la Comisión el Tratado para la Adhesión de sus respectivos países en la UE.
En mayo, Durão y el presidente ruso Vladímir Putin suscribierón en Moscú una hoja de ruta que contempla "Cuatro espacios comunes" entre la UE y Rusia. luego, en septiembre se celebró en Pekín la octava cumbre anual entre China y la UE.
La aprobación de las perspectivas financieras para el periodo 2007-2013 durante el Consejo Europeo de diciembre de 2005, fue uno de sus primeros logros.
El 1 de enero de 2007 Bulgaria y Rumanía se convirtieron en nuevos Estados miembros de la Unión Europea. Dos nuevos comisarios procedentes de los nuevos miembros se integraron en la Comisión Barroso.

### Comisión Barroso II (2009-2014)

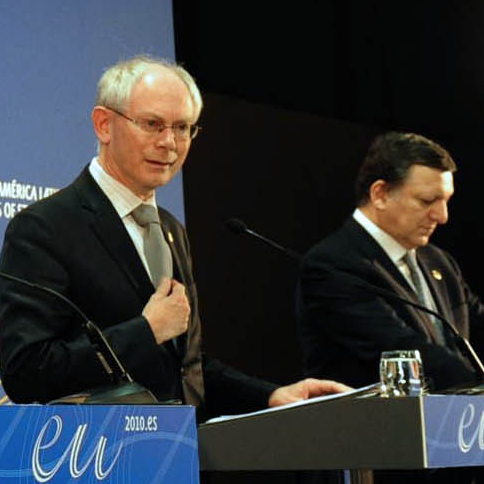
Herman Van Rompuy, presidente del Consejo Europeo y José Manuel Durao Barroso en 2010.

Tras la constitución del nuevo Parlamento surgido de las elecciones europeas de 2009, el Presidente del Consejo Europeo encargó al Presidente recién electo y en funciones de la Comisión saliente, el conservador portugués José Manuel Durão Barroso la formación de un nuevo Colegio en cooperación con los Estados miembros, para ser presentado ante la Cámara para su investidura. La lista de miembros designados fue adoptada por el Consejo, y el presidente procedió a configurar y asignar las nuevas carteras para cada uno de los comisarios. Tras algunos sobresaltos en la fase de audiencias, el 9 de febrero de 2010 el Parlamento aprobó e invistió a la nueva Comisión, que juró los Tratados y tomó posesión poco después. La Comisión Barroso II está integrada por 27 comisarios, todos ellos dotados de una cartera específica. Esta nueva Comisión incluye al Presidente y a 7 Vicepresidentes, entre los cuales dos Primeras Vicepresidentas, una de ellas la Alta Representante. A continuación exponemos una lista de los miembros de dicha Comisión, que concluirá su mandato quinquenal en 2014, y de las carteras que cada uno de ellos tiene encomendada.
En agosto de 2010 se produjeron deportaciones masivas por parte del Gobierno de Sarkozy de gitanos rumanos con la excusa de que estaban en campamentos ilegales. Esto produjo una fuerte bronca entre Durao y Sarkozy.

### Comisarios
Leyenda:   [     ] centro derecha (PPE) - [     ] Centro izquierda (PSE) - [     ] liberal (ELDR)
| Cartera                                                                        | Barroso II                                            | Barroso I |
| ------------------------------------------------------------------------------ | ----------------------------------------------------- | --- |
| Presidente                                                                     | José Manuel Durão Barroso (Portugal)                  | José Manuel Durão Barroso (Portugal) |
| Justicia, Derechos Fundamentales y Ciudadanía                                  | Viviane Reding (Luxemburgo) Vicepresidenta primera    | Justicia, libertad y seguridad. 1. Franco Frattini, Vicepresidente (Italia). 2. Jacques Barrot, Vicepresidente (Francia)                                                              |
| Industria y Emprendimiento                                                     | Antonio Tajani (Italia) Vicepresidente                | Günter Verheugen (Alemania) Vicepresidente. |
| Mercado Interior y de Servicios                                                | Michel Barnier (Francia)                              | Charlie McCreevy (Irlanda) |
| Programación Financiera y Presupuestos                                         | Janusz Lewandowski (Polonia)                          | 1. Dalia Grybauskaite 2. Algirdas Šemeta (Lituania) |
| Energía                                                                        | Günther Oettinger (Alemania)                          | Andris Piebalgs (Letonia) |
| Comisario europeo de Desarrollo                                                | Andris Piebalgs (Letonia)                             | Desarrollo y ayuda humanitaria. 1. Louis Michel (Bélgica). 2. Karel De Gucht (Bélgica)                                                                                                |
| Cooperación Internacional                                                      | Kristalina Georgieva (Bulgaria)                       | Desarrollo y ayuda humanitaria. 1. Louis Michel (Bélgica). 2. Karel De Gucht (Bélgica)                                                                                                |
| Fiscalidad y Unión Aduanera, Auditoría y Lucha contra el Fraude                | Algirdas Šemeta (Lituania)                            | Asuntos Administración, Auditoría y Lucha contra el Fraude, Siim Kallas, Vicepresidente (Estonia). Fiscalidad y unión aduanera, László Kovács (Hungría).                              |
| Salud y Política de Consumidores                                               | John Dalli (Malta) / Tonio Borg (Malta)               | Sanidad. 1. Markos Kyprianou (Chipre) 2. Androulla Vassiliou (Chipre) Protección de los consumidores, Meglena Kuneva (Bulgaria).                                                      |
| Política Regional                                                              | Johannes Hahn (Austria)                               | 1. Danuta Hübner 2. Pawel Samecki (Polonia) |
| Agricultura y Desarrollo Rural                                                 | Dacian Cioloş (Rumania)                               | Mariann Fischer Boel (Dinamarca) |
| Cambio Climático                                                               | Connie Hedegaard (Dinamarca)                          | Cartera inexistente |
| Alto Representante de la Unión para Asuntos Exteriores y Política de Seguridad | Catherine Ashton (Reino Unido) Primera Vicepresidenta | Antes del Tratado de Lisboa existía un cargo antecesor de este, pero ligado solamente al Consejo Europeo.                                                                             |
| Competencia                                                                    | Joaquín Almunia (España) Vicepresidente               | Neelie Kroes (Países Bajos) |
| Ampliación y Política Europea de Vecindad                                      | Štefan Füle (República Checa)                         | Relaciones Exteriores y Política Europea de Vecindad, Benita Ferrero-Waldner (Austria). Ampliación, Olli Rehn (Finlandia).                                                            |
| Empleo, Asuntos Sociales e Inclusión                                           | László Andor (Hungría)                                | Vladimir Špidla (República Checa) |
| Asuntos Marítimos y Pesca                                                      | María Damanaki (Grecia)                               | Joe Borg (Malta) |
| Relaciones Insterinstitucionales y Administración                              | Maroš Šefčovič (Eslovaquia) Vicepresidente            | Relaciones institucionales y Estrategia de comunicación, Margot Wallström, Vicepresidenta (Suecia). Sociedad de la información y medios de comunicación, Viviane Reding (Luxemburgo). |
| Agenda Digital                                                                 | Neelie Kroes (Países Bajos) Vicepresidenta            | Relaciones institucionales y Estrategia de comunicación, Margot Wallström, Vicepresidenta (Suecia). Sociedad de la información y medios de comunicación, Viviane Reding (Luxemburgo). |
| Transportes                                                                    | Siim Kallas (Estonia) Vicepresidente                  | Antonio Tajani (Italia) Vicepresidente. |
| Asuntos de Interior                                                            | Cecilia Malmström (Suecia)                            | Cartera inexistente |
| Asuntos Económicos y Monetarios                                                | Olli Rehn (Finlandia)                                 | Joaquín Almunia (España) |
| Comercio                                                                       | Karel De Gucht (Bélgica)                              | 1. Peter Mandelson 2. Catherine Ashton (Reino Unido) |
| Medio Ambiente                                                                 | Janez Potočnik (Eslovenia)                            | Stavros Dimas (Grecia) |
| Educación, Cultura, Multilingüismo y Juventud                                  | Androulla Vassiliou (Chipre)                          | Educación, Formación, Cultura y Juventud. 1. Ján Figel' (Eslovaquia). 2. Maroš Šefčovič (Eslovaquia). Multilingüismo, Leonard Orban (Rumania).                                        |
| Investigación, Innovación y Ciencia                                            | Máire Geoghegan-Quinn (Irlanda)                       | Janez Potocnik (Eslovenia) |